# Шърли Конран
Шърли Конран (на английски: Shirley Conran) е английска журналистка и писателка на бестселъри в жанра любовен роман и книги за самопомощ за жени.

## Биография и творчество
Родена е на 21 септември 1932 г. в Лондон, Англия. Баща ѝ е предприемач с фирми за почистване. Тя е най-голямата от шестте деца. Средното си образование завършва в девическото училище „Сейнт Пол“ в Хамърсмит и в училище-интернат в Швейцария. Поради любовта си към изобразителното изкуство се самоиздържа и учи скулптура в Университета в Саутхемптън и живопис в Лондонския университет. Накрая завършва творческо писане в Университета на Портсмут.
През 1955 г. се омъжва за дизайнера и бизнесмена Терънс Конран. Имат двама сина – Себастиан и Джаспър. Развеждат се през 1962 г.
След дипломирането си основава през 1957 г. фирмата за текстилен дизайн „Conran Fabrics Ltd.“ и е редакционен съветник на фирмата „Сиджуик и Джаксън“ в Лондон. В периода 1962 – 1968 г. първо е дизайнер, а след това е журналист към дамския отдел на „Дейли Мейл“ в Лондон, където има собствена колона „Femail“. През 1969 г. е консултант към „Уестингхаус Китчънс“, през 1970 – 1971 г. е колумнист към списание „Венити Феър“, след това е журналист в списание „Над 21“ и в „Обзървър“.
В периода 1970 – 1979 г. се лекува успешно от рак на кожата. Освен това страда от синдром на хроничната умора. През 1979 г. се премества в Монако, където живее до 1990 г.
Тъй като не може да работи активно започва да пише книги за самопомощ. Първата ѝ книга „Superwoman“ е публикувана през 1975 г. и е последвана от още много със същата насоченост.
През 1982 г. е публикуван любовният ѝ роман „Лейс“ от едноименната кратка поредица. Той става бестселър и я прави известна писателка. През 1984 – 1985 г. поредицата е екранизирана в минисериал с участието на Бес Армстронг и Брук Адамс, и в телевизионен филм с участието на Брук Адамс и Дебора Рафин.
В следващите години са издадени и романите ѝ „Дивачки“, „Пурпур“, „Тигрови очи“ и „Отмъщението“.
През 1998 г. е основателка и президент на нестопанската организация „Майките в мениджмънта“ работеща за подобряване на условията на труд и гъвкава организация за родителите. През 2001 г. е основател и президент на организацията „The Work-Life Balance Trust“. За обществена си ангажираност през 2004 г. е удостоена с Ордена на Британската империя.
През 2014 г. издава електронната книга „Money Stuff“, в която дава съвети за успех на жените, и стартира кампания със същото име.
Тя се омъжва още два пъти. През 2002 г., когато синът ѝ Джаспър, който е гей, сключва брак с художника Ойзин Бърн, тя отказва повече да се вижда с него, до сдобряването им в края на 2015 г., главно заради напредналата ѝ възраст.
Шърли Конран живее в Лондон и в Кан, Франция.

## Произведения

### Самостоятелни романи
- Savages (1987)
Дивачки, изд.: ИК „Зебра“, София (1995), прев. Любка Михайлова
- Crimson (1991)
Пурпур, изд.: ИК „Ведрина“, София (1993), прев. Мария Ракъджиева
- Tiger Eyes (1994)
Тигрови очи, изд.: ИК „Бард“, София (1995), прев. Емилия Масларова
- The Revenge (1998) – издаден и като „Revenge of Mimi Quinn“

### Серия „Лейс“ (Lace)
- Lace (1982)
Лейс, изд.: ИК „Бард“, София (1993, 2010), прев. Ефросина Ставрева
- Lace 2 (1985)
Лейс 2, изд.: ИК „Бард“, София (1993, 2010), прев. Е Й. Тодорова, О. Стоичкова

### Рисувани книжки
- The Amazing Umbrella Shop (1990)

### Документалистика
- Superwoman (1975)
- Superwoman Yearbook (1976)
- Superwoman 2 (1977)
- Superwoman in Action (1979)
- Futurewoman (1979)
- Forever Superwoman (1981)
- The Magic Garden (1983)
- Down with Superwoman (1990)
- Money Stuff (2014)

### Екранизации
- 1985 Lace II – ТВ филм
- 1984 Lace – ТВ минисериал, 2 епизода